# Анджелс-Кемп (Каліфорнія)
Анджелс-Кемп (англ. Angels Camp) — місто (англ. city) в США, в окрузі Калаверас штату Каліфорнія. Населення — 3836 осіб (2010).

## Географія
Анджелс-Кемп розташований за координатами 38°4′16″ пн. ш. 120°33′6″ зх. д. / 38.07111° пн. ш. 120.55167° зх. д. (38.071037, -120.551729).  За даними Бюро перепису населення США в 2010 році місто мало площу 9,42 км², з яких 9,40 км² — суходіл та 0,02 км² — водойми.

## Демографія
Згідно з переписом 2010 року, у місті мешкало 3836 осіб у 1645 домогосподарствах у складі 1062 родин. Густота населення становила 407 осіб/км².  Було 1943 помешкання (206/км²).
Расовий склад населення:
| - 86,8 % — білих - 1,3 % — корінних американців - 1,3 % — азіатів - 0,3 % — чорних або афроамериканців - 0,1 % — вихідців з тихоокеанських островів - 7,0 % — осіб інших рас |

До двох чи більше рас належало 3,2 %. Частка іспаномовних становила 13,0 % від усіх жителів.
За віковим діапазоном населення розподілялося таким чином: 20,7 % — особи молодші 18 років, 56,5 % — особи у віці 18—64 років, 22,8 % — особи у віці 65 років та старші. Медіана віку мешканця становила 45,9 року. На 100 осіб жіночої статі у місті припадало 93,3 чоловіків;  на 100 жінок у віці від 18 років та старших — 90,5 чоловіків також старших 18 років.
Середній дохід на одне домашнє господарство  становив 66 962 долари США (медіана — 57 829), а середній дохід на одну сім'ю — 82 337 доларів (медіана — 72 228). За межею бідності перебувало 19,0 % осіб, у тому числі 24,2 % дітей у віці до 18 років та 7,5 % осіб у віці 65 років та старших.
Цивільне працевлаштоване населення становило 1402 особи. Основні галузі зайнятості: освіта, охорона здоров'я та соціальна допомога — 27,7 %, публічна адміністрація — 12,4 %, науковці, спеціалісти, менеджери — 9,9 %, виробництво — 9,8 %.